# Kenta Shinohara
Kenta Shinohara (篠原 健太 Shinohara Kenta?) es un mangaka japonés. Es conocido por su serie de manga Sket Dance, que se publicó por entregas en la Shōnen Jump de 2007 a 2013 y ganó el Premio Shogakukan Manga en 2010. Además, también se le conoce por la serie de manga titulada Kanata no Astra, que se publicó en la revista Shōnen Jump+ en 2019.

## Biografía
Shinohara nació el 9 de enero de 1974 en la Prefectura de Chiba. Comenzando su carrera como asalariado, Shinohara decidió abandonar su trabajo mientras preparaba su debut como artista de manga. 
Shinohara trabajó como asistente a las órdenes de Hideaki Sorachi en Gintama durante un breve periodo de tiempo utilizando el alias Shintaroh Nakae (なかえ しんたろう Nakae Shintarō?), un anagrama de "Kenta Shinohara". Durante su estancia con Sorachi, Shinohara le llamó "maestro" que le enseñó las habilidades necesarias. 
En junio y septiembre de 2003, Shinohara fue uno de los candidatos finales al premio mensual JUMP 12 Outstanding Rookie Manga Award (ジャンプ十二傑新人漫画賞) ambos meses, aunque no consiguió ganar ninguno de los dos premios.
Shinohara escribió dos one-shots para Sket Dance en el invierno y el verano de 2006, enviándolos a Akamaru Jump y Shōnen Jump respectivamente. El segundo one-shot era un piloto dispuesto en un formato de libro-volumen, similar al eventual primer capítulo de la serie principal. La serialización de Sket Dance comenzó el 14 de julio de 2007 en la Shōnen Jump.
En el decimoquinto volumen de Sket Dance, publicado el 1 de septiembre de 2010, Shinohara anunció que se casaría.

## Carrera
- 2005 - Debutó en Akamaru Jump Número de invierno con el artículo "Red Panda Puppet Show".
- 2006 - Escribió el one-shot SKET DANCE para el número de invierno de la Akamaru Jump. Shinohara reescribió el one-shot en agosto como capítulo piloto para una posible serie en Shōnen Jump Número 39.
- 2007 - Comenzó a serializar SKET DANCE en el número 33 de la Shōnen Jump como serie semanal.
- 2010 - Ganó el 55.º Premio Shogakukan de Manga en la categoría Shōnen por Sket Dance.
- 2011 - Comenzó a emitirse una serie de televisión animada de Sket Dance de Tatsunoko Productions.
- 2012 - Escribió la letra de Water Color (ウォーターカラー), un tema dentro del primer álbum original de The Sketchbook, Sketchbook. Shinohara declaró que era la primera vez que escribía la letra de una canción, y que se había basado en sus sentimientos sobre la "frialdad" de la música
- 2013 - Finalizó la serialización de Sket Dance, con 288 capítulos.
- 2014 - Trabajó en los diseños de personajes originales para el anime Battle Spirits: Burning Soul.
- 2016 - Comenzó el manga de ciencia ficción Kanata no Astra en el sitio web/aplicación Shōnen Jump+;
- 2020 - Ganó el 51.er Premio Seiun a la Mejor Presentación Dramática por Kanata no Astra.
- 2021 - Comienza el manga de fantasía y comedia romántica Witch Watch en el número 10 de la Shūkan Shōnen Jump.

## Obras
- Red Panda Puppet Show (2005) (one-shot)
- SKET DANCE (2007-2013)
- Battle Spirits: Burning Soul, Diseños de personajes originales (2015)
- Kanata no Astra (2016-2017)
- WITCH WATCH (2021-presente)